# Ericolophium takahashii
Ericolophium takahashii är en insektsart. Ericolophium takahashii ingår i släktet Ericolophium och familjen långrörsbladlöss. Inga underarter finns listade i Catalogue of Life.